# Nath-Sakura
Nath-Sakura   (Girona, 21 de novembre de 1973) nom artístic de Nathalie Balsan-Duverneuil, és una fotògrafa catalana Va créixer en un orfenat. Posteriorment, va esdevenir una fotògrafa perquè "no puc pintar", com va explicar a Art Nou, la revista d'art de referència catalana.

## Biografia
Nath-Sakura va néixer home el 21 de novembre de 1973 a Girona de pares desconeguts.
Es va dedicar a la fotografia i al periodisme, abans d'emprendre un canvi de sexe l'any 2004. És en aquesta qualitat, i com a periodista, que va intervenir l'any 2011 durant les "Assises du corps transformé (Assises del cos transformat)" a la Facultat de Dret de Montpeller. El seu canvi d'estat civil va ser pronunciat pel Tribunal de Grande Instance de Montpeller el 6 d'octubre de 20113.
Nath-Sakura és fotoperiodista, però també fotògrafa d'art. El seu treball, que es pot vincular a un corrent fetitxe i glamurós, desenvolupa un enfocament personal on, en un estil eròtic i underground, explora especialment els temes de la identitat, els passatges entre gèneres i la transformació dels cossos ·  ·  El seu canvi de sexe és una part integral del seu treball, per això ha observat des dels seus inicis els seus índexs de testosterona lliure i després de progesterona a la sang, en cadascuna de les seves fotografies.

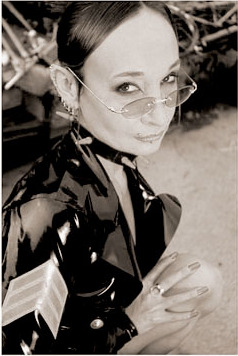
Foto, per Nath-Sakura, de Laïka de N.